# 莱娅·勒加雷克
莱娅·阿莉耶特·雅尼娜·勒加雷克（法語：Léa Aliette Jeanine Le Garrec；1993年7月9日—），法国女子职业足球运动员，司职中场，目前效力于弗勒里足球俱乐部和法国国家女子足球队。她曾入选2024年夏季奥林匹克运动会女子足球比赛法国队替补名单。